# Гобза
Гобза (рус. Гобза) река је у европском делу Русије која протиче преко територије Смоленске области. Тече преко територија Духовшчинског и Демидовског рејона.
Десна је притока реке Каспље и припада басену Западне Двине и Балтичког мора.
Гобза извире источно од села Ведино у Духовшинском рејону, тече ка западу и након 95 km тока улива се у реку Каспљу у граду Демидову. Њене најважније притоке су Чернејка са десне и Дрјажна, Песочња, Миза и Передељна са леве стране.
Њен ток карактерише интензивно меандрирање, протиче кроз бројна мања природна и вештачка језера која чие 2,3 km од њеног укупног тока.
Име реке потиче од старословенске речи гобзь што значи богато, обилно.